# 三信ビルディング
三信ビルディング（さんしんビルディング）は、東京都千代田区有楽町に存在したオフィスビル。三井信託が1929年に建設、1955年に増築した。横河工務所の松井貴太郎が設計して大林組が施工した。

## 概要
鉄骨鉄筋コンクリート造の地下2階と地上8階建、地下1階から地上1階は商店街、2階から8階は事務所。古典様式で、1階から2階の吹き抜け天井のアーチに黄道十二宮の星座を描く。本邦の同時代建築物では比較的地味な外観である。藤森照信は「スパニッシュ風アールデコ様式」と評する
。
関東大震災の教訓を踏まえた耐震建築で、30度の傾斜で倒壊しない設計を施した。基礎は強固で、後年にビル周辺で地盤沈下が進行すると相対的にビルが浮き上がり、道路から階段で出入した。
1945年9月から1950年6月まで、連合国軍最高司令官総司令部 (GHQ) が米軍第71通信隊の下士官兵宿舎として接収した。接収解除の翌年に屋上でゴルフ練習場を開業した。
当時のままの姿で残る数少ない威厳あるオフィスビルとして親しまれたが、2003年9月に発生した天井材の落下事故を契機として、2005年1月に所有社の三井不動産は、老朽化とテナント及び一般利用者の安全確保を理由として解体を発表した。日本建築家協会は同月、日本建築学会は同年3月に保存要望書をそれぞれ同社へ提出し、市民運動家らは日比谷と有楽町地域の景観価値保存を訴えて署名活動した。2007年5月から躯体の解体工事が始まる。
2007年3月30日に最後のテナントとなった「ニューワールドサービス」が閉店して全入居者が撤退し、立ち入り禁止となる。4月1日付で「三信ビル解体工事のお知らせ」が防護壁に掲出された。石綿使用調査は2006年8月3日までに行われた。2007年5月1日から解体作業を開始し、石綿の除去を伴う作業を7月31日までに施工、2007年10月末に地上部分解体をほぼ終了した。次いで基礎部分解体、地下鉄出入口再整備などを施す。地下鉄出入口は2007年末まで閉鎖を予定したが2008年5月に再開した。

2008年12月5日から2011年6月30日まで、三信ビル跡地の一部にポケットパーク『日比谷パティオ』（ひびやパティオ）を設け、スケートリンク、フードコート、イベントスペースを擁した広場として活用した。隣接の日比谷三井ビルディング跡地とともに再開発して2018年に東京ミッドタウン日比谷が完成した。

## おもな入居テナント
- ピーターズレストラン - 戦後の一時期に地下1階で営業した。
- 渡辺プロダクション - 地下の一室を事務所として創業した。当時はNHK東京放送会館が近くの内幸町にあり、所属タレントのマネジメントに好都合であった。
- ニューワールドサービス - 接収時代に開業したレストランで、日本にハンバーガーやソフトクリームを紹介した店とされる。
- ラ・プロムナード - 地上1階で営業した名店とされるフレンチレストランで、通路の対面に姉妹店「ヌーベルヴァーグ」を営業した。ともに2005年11月閉店。
- 三信書店 - 宝塚歌劇に関する品揃えが豊富で、退去要請により2006年6月に廃業し、業務は大手町書房が引き継ぐ。
- ノックスフォトサーヴィス - 1Fでおもに中古を扱うカメラ店。スパイカメラとして有名なドイツのミノックスを得意とした。当初の退去期限とされた2006年3月に廃業した。1階は便所の設置がなかったが、のちに1階以外が閉鎖された際、店舗跡を便所に改装した。
- 富士フォトギャラリー - 富士フイルムの写真展示画廊。閉館を惜しんで2006年3月に三信ビル写真展を催した。近隣ビルへ移転を企図するが閉業した。
- 英国航空 - 会社合併前のBOAC航空が日本就航時から東京支店としてオフィスを構えた。撤退時期は不明。
- 韓国観光公社
- 公認会計士・税理士竹迫建治事務所（たかばけんぢじむしょ） - 1962年（昭和37年）に開業した公認会計士事務所、8階809号室。三井不動産、いすゞ自動車、メルシャン、アキレスなど多くの企業で顧問を務めた。竹迫建治は2007年（平成19年）2月他界。竹迫秀俊（たかばひでとし）が承継している。
- 電気化学工業株式会社
- 三機工業株式会社